# Clueso/Diskografie
Diese Diskografie ist eine Übersicht über die musikalischen Werke des deutschen Popsängers und Rappers Clueso und seiner Pseudonyme wie Clüso oder auch MC Clueso. Den Schallplattenauszeichnungen zufolge hat er bisher mehr als 3,1 Millionen Tonträger verkauft. Seine erfolgreichste Veröffentlichung ist die Single Zusammen mit über 425.000 verkauften Einheiten.

## Alben

### Studioalben
| Jahr | Titel Musiklabel                            | Höchstplatzierung, Gesamtwochen, AuszeichnungChartplatzierungen (Jahr, Titel, Musiklabel, Platzierungen, Wochen, Auszeichnungen, Anmerkungen) | Höchstplatzierung, Gesamtwochen, AuszeichnungChartplatzierungen (Jahr, Titel, Musiklabel, Platzierungen, Wochen, Auszeichnungen, Anmerkungen) | Höchstplatzierung, Gesamtwochen, AuszeichnungChartplatzierungen (Jahr, Titel, Musiklabel, Platzierungen, Wochen, Auszeichnungen, Anmerkungen) | Anmerkungen                                                  |
| Jahr | Titel Musiklabel                            | DE | AT | CH | Anmerkungen                                                  |
| ---- | ------------------------------------------- | --- | --- | --- | ------------------------------------------------------------ |
| 2001 | Text und Ton Four Music (Sony)              | — | — | — | Erstveröffentlichung: 30. April 2001                         |
| 2004 | Gute Musik Four Music (Sony)                | DE53 Gold · (3 Wo.)DE | — | — | Erstveröffentlichung: 18. Juni 2004 Verkäufe: + 100.000      |
| 2006 | Weit weg Four Music (Sony BMG)              | DE12 Gold · (13 Wo.)DE | — | CH62 (5 Wo.)CH | Erstveröffentlichung: 19. Mai 2006 Verkäufe: + 100.000       |
| 2008 | So sehr dabei Four Music (Sony BMG)         | DE3 ×3Dreifachgold · (53 Wo.)DE | AT40 (1 Wo.)AT | CH26 (2 Wo.)CH | Erstveröffentlichung: 30. Mai 2008 Verkäufe: + 300.000       |
| 2011 | An und für sich Columbia Records (Sony)     | DE2 Platin · (42 Wo.)DE | AT20 (4 Wo.)AT | CH24 (2 Wo.)CH | Erstveröffentlichung: 25. März 2011 Verkäufe: + 200.000      |
| 2014 | Stadtrandlichter Text und Ton Records (UMG) | DE1 Gold · (22 Wo.)DE | AT12 (3 Wo.)AT | CH6 (4 Wo.)CH | Erstveröffentlichung: 19. September 2014 Verkäufe: + 100.000 |
| 2016 | Neuanfang Vertigo Records (UMG)             | DE1 Gold · (46 Wo.)DE | AT14 (2 Wo.)AT | CH15 (3 Wo.)CH | Erstveröffentlichung: 14. Oktober 2016 Verkäufe: + 100.000   |
| 2018 | Handgepäck I Vertigo Records (UMG)          | DE1 (9 Wo.)DE | AT17 (1 Wo.)AT | CH12 (4 Wo.)CH | Erstveröffentlichung: 24. August 2018                        |
| 2021 | Album Epic Records (Sony)                   | DE2 (11 Wo.)DE | AT12 (2 Wo.)AT | CH13 (1 Wo.)CH | Erstveröffentlichung: 1. Oktober 2021                        |

### Livealben
| Jahr | Titel Musiklabel                                    | Höchstplatzierung, Gesamtwochen, AuszeichnungChartplatzierungen (Jahr, Titel, Musiklabel, Platzierungen, Wochen, Auszeichnungen, Anmerkungen) | Höchstplatzierung, Gesamtwochen, AuszeichnungChartplatzierungen (Jahr, Titel, Musiklabel, Platzierungen, Wochen, Auszeichnungen, Anmerkungen) | Höchstplatzierung, Gesamtwochen, AuszeichnungChartplatzierungen (Jahr, Titel, Musiklabel, Platzierungen, Wochen, Auszeichnungen, Anmerkungen) | Anmerkungen                                                                             |
| Jahr | Titel Musiklabel                                    | DE | AT | CH | Anmerkungen                                                                             |
| ---- | --------------------------------------------------- | --- | --- | --- | --------------------------------------------------------------------------------------- |
| 2009 | So sehr dabei – Live Four Music (Sony)              | DE*DE | — | — | Erstveröffentlichung: 24. April 2009 * Verkäufe werden So sehr dabei hinzuaddiert       |
| 2010 | Clueso & STÜBA Philharmonie Columbia Records (Sony) | DE11 (10 Wo.)DE | — | — | Erstveröffentlichung: 9. Juli 2010 mit der STÜBAphilharmonie                            |
| 2015 | Stadtrandlichter – Live Text und Ton Records (UMG)  | DE*DE | — | — | Erstveröffentlichung: 13. November 2015 * Verkäufe werden Stadtrandlichter hinzuaddiert |

### EPs
| Jahr | Titel Musiklabel                                                 | Anmerkungen                                                                     |
| ---- | ---------------------------------------------------------------- | ------------------------------------------------------------------------------- |
| 1998 | Slow EP Selbstverlag                                             | Erstveröffentlichung: 1998 als Clüso                                            |
| 2003 | Extended Player Four Music (Sony)                                | Erstveröffentlichung: 11. August 2003                                           |
| 2018 | Handgepäck I – Bonus EP “Live bei TV Noir” Vertigo Records (UMG) | Erstveröffentlichung: 24. August 2018 Verkäufe werden Handgepäck I hinzuaddiert |

## Singles

### Als Leadmusiker
| Jahr | Titel Album                                                                                      | Höchstplatzierung, Gesamtwochen, AuszeichnungChartplatzierungen (Jahr, Titel, Album, Platzierungen, Wochen, Auszeichnungen, Anmerkungen) | Höchstplatzierung, Gesamtwochen, AuszeichnungChartplatzierungen (Jahr, Titel, Album, Platzierungen, Wochen, Auszeichnungen, Anmerkungen) | Höchstplatzierung, Gesamtwochen, AuszeichnungChartplatzierungen (Jahr, Titel, Album, Platzierungen, Wochen, Auszeichnungen, Anmerkungen) | Anmerkungen                                                                          |
| Jahr | Titel Album                                                                                      | DE | AT | CH | Anmerkungen                                                                          |
| --- | ------------------------------------------------------------------------------------------------ | --- | --- | --- | ------------------------------------------------------------------------------------ |
| 2000 | Spiel da nich mit Text und Ton                                                                   | — | — | — | Erstveröffentlichung: 2000                                                           |
| 2001 | Sag mir wo Text und Ton                                                                          | — | — | — | Erstveröffentlichung: 2001                                                           |
| 2004 | Wart mal Gute Musik                                                                              | — | — | — | Erstveröffentlichung: 2004                                                           |
| 2005 | Kein Bock zu geh’n Gute Musik                                                                    | DE65 (6 Wo.)DE | — | — | Erstveröffentlichung: 31. Januar 2005                                                |
| 2005 | Pizzaschachteln Gute Musik                                                                       | — | — | — | Erstveröffentlichung: 6. Juni 2005                                                   |
| 2006 | Chicago Weit weg                                                                                 | DE60 Gold · (10 Wo.)DE | — | — | Erstveröffentlichung: 21. April 2006 Verkäufe: + 150.000                             |
| 2006 | Out of Space Weit weg                                                                            | — | — | — | Erstveröffentlichung: 15. September 2006                                             |
| 2007 | Lala Leroy (O.S.T.)                                                                              | DE74 (1 Wo.)DE | — | — | Erstveröffentlichung: 28. September 2007                                             |
| 2008 | Keinen Zentimeter So sehr dabei                                                                  | DE15 (11 Wo.)DE | AT48 (1 Wo.)AT | — | Erstveröffentlichung: 15. Februar 2008                                               |
| 2008 | Mitnehm So sehr dabei                                                                            | DE79 (2 Wo.)DE | — | — | Erstveröffentlichung: 30. Mai 2008                                                   |
| 2008 | Niemand an dich denkt So sehr dabei                                                              | DE83 (3 Wo.)DE | — | — | Erstveröffentlichung: 3. Oktober 2008                                                |
| 2009 | Gewinner So sehr dabei                                                                           | DE21 Gold · (34 Wo.)DE | AT46 (11 Wo.)AT | CH91 (1 Wo.)CH | Erstveröffentlichung: 3. April 2009 Verkäufe: + 150.000                              |
| 2011 | Zu schnell vorbei An und für sich                                                                | DE38 (7 Wo.)DE | — | — | Erstveröffentlichung: 4. Februar 2011                                                |
| 2011 | Du bleibst An und für sich                                                                       | — | — | — | Erstveröffentlichung: 2. September 2011                                              |
| 2011 | Cello (Unplugged) An und für sich (Deluxe Edition) • MTV Unplugged – Live aus dem Hotel Atlantic | DE4 Platin · (30 Wo.)DE | AT52 (2 Wo.)AT | CH53 (1 Wo.)CH | Erstveröffentlichung: 4. November 2011 Verkäufe: + 300.000; mit Udo Lindenberg       |
| 2014 | Freidrehen Stadtrandlichter                                                                      | DE20 (5 Wo.)DE | — | — | Erstveröffentlichung: 29. August 2014                                                |
| 2014 | Stadtrandlichter                                                                                 | — | — | — | Erstveröffentlichung: 5. Dezember 2014                                               |
| 2015 | Kölle alaaf –                                                                                    | — | — | — | Erstveröffentlichung: 5. Februar 2015                                                |
| 2015 | Pack meine Sachen Stadtrandlichter                                                               | — | — | — | Erstveröffentlichung: 5. Juni 2015                                                   |
| 2015 | Nebenbei Stadtrandlichter                                                                        | — | — | — | Erstveröffentlichung: 6. November 2015                                               |
| 2016 | Aand Nen (We Are One) –                                                                          | — | — | — | Erstveröffentlichung: 15. Juli 2016 mit Samuel Yirga feat. Norman Sinn & Tim Neuhaus |
| 2016 | Neuanfang                                                                                        | DE48 Gold · (7 Wo.)DE | — | — | Erstveröffentlichung: 2. September 2016 Verkäufe: + 200.000                          |
| 2017 | Wenn du liebst Neuanfang                                                                         | DE— GoldDE | — | — | Erstveröffentlichung: 10. Februar 2017 Verkäufe: + 200.000; feat. Kat Frankie        |
| 2018 | Du und ich Handgepäck I                                                                          | — | — | — | Erstveröffentlichung: 15. Juni 2018                                                  |
| 2018 | Vier Jahreszeiten an einem Tag Handgepäck I                                                      | — | — | — | Erstveröffentlichung: 13. Juli 2018                                                  |
| 2018 | Wie versprochen Handgepäck I                                                                     | — | — | — | Erstveröffentlichung: 3. August 2018                                                 |
| 2018 | Auf Kredit Handgepäck I                                                                          | — | — | — | Erstveröffentlichung: 17. August 2018                                                |
| 2020 | Sag mir was du willst Album                                                                      | DE84 (4 Wo.)DE | — | — | Erstveröffentlichung: 14. Februar 2020                                               |
| 2020 | Tanzen Album                                                                                     | DE58 (1 Wo.)DE | — | — | Erstveröffentlichung: 24. April 2020                                                 |
| 2020 | Flugmodus Album                                                                                  | DE62 Gold · (17 Wo.)DE | AT— GoldAT | — | Erstveröffentlichung: 7. August 2020 Verkäufe: + 215.000                             |
| 2020 | Aber ohne dich Album                                                                             | DE— aDE | — | — | Erstveröffentlichung: 30. Oktober 2020                                               |
| 2020 | Du warst immer dabei Album                                                                       | DE— bDE | — | — | Erstveröffentlichung: 11. Dezember 2020                                              |
| 2021 | Leider Berlin Album                                                                              | DE— cDE | — | — | Erstveröffentlichung: 30. April 2021                                                 |
| 2021 | Willkommen zurück Album                                                                          | DE91 (1 Wo.)DE | — | — | Erstveröffentlichung: 1. Juli 2021 feat. Andreas Bourani                             |
| 2021 | 37 Grad im Paradies Album                                                                        | — | — | — | Erstveröffentlichung: 10. September 2021                                             |
| 2022 | Mond Album (Deluxe)                                                                              | DE58 (1 Wo.)DE | — | — | Erstveröffentlichung: 21. April 2022 feat. Elif                                      |
| 2024 | Für immer jetzt –                                                                                | — | — | — | Erstveröffentlichung: 12. Juli 2024                                                  |
| 2025 | Deja-Vu –                                                                                        | — | — | — | Erstveröffentlichung: 20. Juni 2025                                                  |
| 2025 | Minimum –                                                                                        | — | — | — | Erstveröffentlichung: 25. Juli 2025                                                  |
| Folgende Lieder erschienen nicht als Single, wurden aber durch das Album zum Download und Streaming bereitgestellt und konnten somit eine Platzierung erlangen: |                                                                                                  | | | |                                                                                      |
| |                                                                                                  | | | |                                                                                      |
| 2021 | Alles zu seiner Zeit Album                                                                       | DE— dDE | — | — | Charteinstieg: 8. Oktober 2021                                                       |
| 2021 | Hotel California Album                                                                           | DE— eDE | — | — | Charteinstieg: 8. Oktober 2021 feat. Bausa                                           |

### Als Gastmusiker
| Jahr | Titel Album                                           | Höchstplatzierung, Gesamtwochen, AuszeichnungChartplatzierungen (Jahr, Titel, Album, Platzierungen, Wochen, Auszeichnungen, Anmerkungen) | Höchstplatzierung, Gesamtwochen, AuszeichnungChartplatzierungen (Jahr, Titel, Album, Platzierungen, Wochen, Auszeichnungen, Anmerkungen) | Höchstplatzierung, Gesamtwochen, AuszeichnungChartplatzierungen (Jahr, Titel, Album, Platzierungen, Wochen, Auszeichnungen, Anmerkungen) | Anmerkungen |
| Jahr | Titel Album                                           | DE | AT | CH | Anmerkungen |
| ---- | ----------------------------------------------------- | --- | --- | --- | --- |
| 2000 | The Disk –                                            | — | — | — | Erstveröffentlichung: 2000 Metaphysics feat. MC Clueso                                                            |
| 2012 | All die Augenblicke Die beliebtesten Lieder 1976–2016 | DE37 (4 Wo.)DE | — | — | Erstveröffentlichung: 23. März 2012 BAP & Clueso                                                                  |
| 2012 | Fühlt sich wie fliegen an Hallo Welt!                 | DE27 Gold · (18 Wo.)DE | AT47 (2 Wo.)AT | — | Erstveröffentlichung: 16. November 2012 Verkäufe: + 150.000; Max Herre feat. Cro & Clueso                         |
| 2014 | Do They Know It’s Christmas? (Deutsche Version) –     | DE1 (5 Wo.)DE | AT10 (3 Wo.)AT | CH21 (2 Wo.)CH | Erstveröffentlichung: 21. November 2014 mit Band Aid 30 Germany; Original: Band Aid                               |
| 2018 | Zusammen Captain Fantastic                            | DE2 Platin · (27 Wo.)DE | AT32 Gold · (12 Wo.)AT | CH35 Gold · (8 Wo.)CH | Erstveröffentlichung: 23. März 2018 Verkäufe: + 425.000; Die Fantastischen Vier feat. Clueso                      |
| 2020 | Andere Welt CB7                                       | DE2 Gold · (16 Wo.)DE | AT2 Gold · (14 Wo.)AT | CH3 (10 Wo.)CH | Erstveröffentlichung: 24. Juli 2020 Verkäufe: + 215.000; Capital Bra feat. Clueso & KC Rebell                     |
| 2021 | Dead or Alive Skits                                   | DE— fDE | — | — | Erstveröffentlichung: 28. Mai 2021 Majan feat. Clueso                                                             |
| 2022 | Die schönsten Tage Ein gutes schlechtes Vorbild       | DE13 Gold · (23 Wo.)DE | AT56 Gold · (8 Wo.)AT | — | Erstveröffentlichung: 28. April 2022 Verkäufe: + 215.000; SDP feat. Clueso                                        |
| 2023 | Auch im Bentley wird geweint Neues vom Dauerzustand   | DE— gDE | — | — | Erstveröffentlichung: 26. Januar 2023 Deichkind feat. Clueso                                                      |
| 2023 | Sonett in Dur In der Fernsten der Fernen              | — | — | — | Erstveröffentlichung: 26. Januar 2023 Dota Kehr feat. Clueso                                                      |
| 2023 | Farben leuchten schwarz Supervision                   | DE— hDE | — | — | Erstveröffentlichung: 6. Oktober 2023 Mark Forster feat. Clueso                                                   |
| 2023 | Weiche Kissen Die Hoffnung klaut mir niemand          | DE17 (5 Wo.)DE | AT70 (1 Wo.)AT | — | Erstveröffentlichung: 19. Oktober 2023 Kontra K feat. Clueso                                                      |
| 2025 | Zusammen –                                            | DE31 (… Wo.)DE | — | — | Erstveröffentlichung: 24. Juli 2025 SDP feat. Clueso, Elif, Esther Graf, Kontra K, Montez, Querbeat & Nico Santos |

## Videoalben und Musikvideos

### Videoalben
| Jahr | Titel Musiklabel                                   | Anmerkungen                                                                           |
| ---- | -------------------------------------------------- | ------------------------------------------------------------------------------------- |
| 2007 | Weit weg – Live Four Music (Sony BMG)              | Erstveröffentlichung: 8. Juni 2007 Verkäufe werden Weit weg hinzuaddiert              |
| 2015 | Stadtrandlichter – Live Text und Ton Records (UMG) | Erstveröffentlichung: 13. November 2015 Verkäufe werden Stadtrandlichter hinzuaddiert |

### Musikvideos
| Jahr | Titel                                           | Regie                                |
| ---- | ----------------------------------------------- | ------------------------------------ |
| 2001 | Spiel da nich mit                               | Thomas Frick                         |
| 2001 | Sag mir wo                                      |                                      |
| 2005 | Kein Bock zu geh’n                              | Karsten Frank, Thomas Wolf           |
| 2005 | Pizzaschachteln                                 | Karsten Frank                        |
| 2006 | Chicago                                         | Jan Thomas                           |
| 2006 | Out of Space                                    | Baris Aladag                         |
| 2008 | Keinen Zentimeter                               | Baris Aladag                         |
| 2008 | Niemand an dich denkt                           | Baris Aladag                         |
| 2008 | Mitnehm                                         | Clueso, Pascal Schmit, Henryk Torkos |
| 2009 | Gewinner                                        | Baris Aladag                         |
| 2011 | Zu schnell vorbei                               | Baris Aladag                         |
| 2011 | Du bleibst                                      | Baris Aladag                         |
| 2011 | Beinah                                          | Wolf Gresenz                         |
| 2012 | Fühlt sich wie fliegen an                       | Justin Izumi, Maximilian Wiedenhofer |
| 2014 | Freidrehen                                      | Baris Aladag                         |
| 2014 | Stadtrandlichter                                |                                      |
| 2014 | Do They Know It’s Christmas? (Deutsche Version) | Paul Ripke                           |
| 2015 | Pack meine Sachen                               | Bode Brodmüller                      |
| 2016 | Aand Nen (We Are One)                           | Jan Philipp Weyl                     |
| 2016 | Neuanfang                                       | Dirk Rauscher                        |
| 2016 | Gordo                                           | Till Krücken                         |
| 2017 | Achterbahn                                      | Till Krücken                         |
| 2017 | Wenn du liebst                                  | Baris Aladag                         |
| 2017 | Erinnerungen                                    | Jakob Grunert                        |
| 2018 | Zusammen                                        | Lars Timmermann                      |
| 2018 | Du und ich                                      | Baris Aladag                         |
| 2018 | Vier Jahreszeiten an einem Tag                  | Baris Aladag                         |
| 2018 | Wie versprochen                                 | Dennis Schmelz                       |
| 2020 | Sag mir was du willst                           | Felix Aaron                          |
| 2020 | Tanzen (2 Versionen)                            | Dirk Rauscher                        |
| 2020 | Andere Welt                                     | Heiko Hammer                         |
| 2020 | Flugmodus                                       | Marvin Ströter                       |
| 2020 | Aber ohne dich                                  | Clueso, Tim Eichel, Marvin Ströter   |
| 2020 | Du warst immer dabei                            | Baris Aladag                         |
| 2021 | Leider Berlin                                   | Clueso, Tim Eichel, Tamino Zuch      |
| 2021 | Dead or Alive                                   | Danny Jungslund                      |
| 2021 | Willkommen zurück                               | Clueso, Tim Eichel, Marvin Ströter   |
| 2022 | Mond                                            | Kevin Ferstl                         |
| 2022 | Die schönsten Tage                              | Serge Mattukat                       |
| 2023 | Auch im Bentley wird geweint                    | Uwe Hartmann, Timo Schierhorn        |
| 2023 | Farben leuchten schwarz                         | Kim Frank                            |
| 2023 | Weiche Kissen                                   | Kontra K, Leon Schmidt               |
| 2024 | Für immer jetzt                                 |                                      |
| 2025 | Deja-Vu                                         | Luis Frederik, Gustav Torkos         |
| 2025 | Minimum                                         | Clueso, Gustav Torkos                |
| 2025 | Zusammen                                        | Serge Mattukat                       |

## Autorenbeteiligungen und Produktionen
Clueso als Autor (A) und Produzent (P) in den Charts

| Jahr | Titel Interpretation                               | Höchstplatzierung, Gesamtwochen, AuszeichnungChartplatzierungen (Jahr, Titel, Interpretation, Platzierungen, Wochen, Auszeichnungen, Anmerkungen) | Höchstplatzierung, Gesamtwochen, AuszeichnungChartplatzierungen (Jahr, Titel, Interpretation, Platzierungen, Wochen, Auszeichnungen, Anmerkungen) | Höchstplatzierung, Gesamtwochen, AuszeichnungChartplatzierungen (Jahr, Titel, Interpretation, Platzierungen, Wochen, Auszeichnungen, Anmerkungen) | Anmerkungen                                              |
| Jahr | Titel Interpretation                               | DE | AT | CH | Anmerkungen                                              |
| ---- | -------------------------------------------------- | --- | --- | --- | -------------------------------------------------------- |
| 2005 | Kein Bock zu geh’n A, P Clueso                     | DE65 (6 Wo.)DE | — | — | Erstveröffentlichung: 31. Januar 2005                    |
| 2006 | Chicago A, P Clueso                                | DE60 (10 Wo.)DE | — | — | Erstveröffentlichung: 21. April 2006                     |
| 2007 | Lala A Clueso                                      | DE74 (1 Wo.)DE | — | — | Erstveröffentlichung: 28. September 2007                 |
| 2008 | Keinen Zentimeter A, P Clueso                      | DE15 (11 Wo.)DE | AT48 (1 Wo.)AT | — | Erstveröffentlichung: 15. Februar 2008                   |
| 2008 | Mitnehm A, P Clueso                                | DE79 (2 Wo.)DE | — | — | Erstveröffentlichung: 30. Mai 2008                       |
| 2008 | Niemand an dich denkt A, P Clueso                  | DE83 (3 Wo.)DE | — | — | Erstveröffentlichung: 3. Oktober 2008                    |
| 2009 | Gewinner A, P Clueso                               | DE21 Gold · (34 Wo.)DE | AT46 (11 Wo.)AT | CH91 (1 Wo.)CH | Erstveröffentlichung: 3. April 2009 Verkäufe: + 150.000  |
| 2009 | Geschenkter Tag A Max Herre                        | DE76 (3 Wo.)DE | — | — | Erstveröffentlichung: 4. September 2009                  |
| 2011 | Zu schnell vorbei A, P Clueso                      | DE38 (7 Wo.)DE | — | — | Erstveröffentlichung: 11. März 2011                      |
| 2014 | Freidrehen A, P Clueso                             | DE20 (5 Wo.)DE | — | — | Erstveröffentlichung: 15. August 2014                    |
| 2016 | Neuanfang A, P Clueso                              | DE48 (7 Wo.)DE | — | — | Erstveröffentlichung: 2. September 2016                  |
| 2020 | Sag mir was du willst A Clueso                     | DE84 (4 Wo.)DE | — | — | Erstveröffentlichung: 14. Februar 2020                   |
| 2020 | Tanzen A, P Clueso                                 | DE58 (1 Wo.)DE | — | — | Erstveröffentlichung: 24. April 2020                     |
| 2020 | Andere Welt A Capital Bra feat. Clueso & KC Rebell | DE2 (16 Wo.)DE | AT2 Gold · (14 Wo.)AT | CH3 (10 Wo.)CH | Erstveröffentlichung: 24. Juli 2020 Verkäufe: + 15.000   |
| 2020 | Flugmodus A Clueso                                 | DE62 Gold · (17 Wo.)DE | AT— GoldAT | — | Erstveröffentlichung: 7. August 2020 Verkäufe: + 215.000 |
| 2021 | Willkommen zurück A Clueso feat. Andreas Bourani   | DE91 (1 Wo.)DE | — | — | Erstveröffentlichung: 1. Juli 2021                       |
| 2022 | Mond A Clueso feat. Elif                           | DE58 (1 Wo.)DE | — | — | Erstveröffentlichung: 21. April 2022                     |
| 2022 | Die schönsten Tage A SDP feat. Clueso              | DE13 Gold · (23 Wo.)DE | AT56 Gold · (8 Wo.)AT | — | Erstveröffentlichung: 28. April 2022 Verkäufe: + 215.000 |
| 2023 | Weiche Kissen A Kontra K feat. Clueso              | DE17 (5 Wo.)DE | AT70 (1 Wo.)AT | — | Erstveröffentlichung: 19. Oktober 2023                   |

## Hörbücher
| Jahr | Titel Verlag                 | Anmerkungen                                                              |
| ---- | ---------------------------- | ------------------------------------------------------------------------ |
| 2017 | Die Frankfurtnacht Tacheles! | Erstveröffentlichung: 22. September 2017 mit Benjamin von Stuckrad-Barre |

## Promoveröffentlichungen
| Jahr | Titel Album                                                               | Anmerkungen |
| ---- | ------------------------------------------------------------------------- | --- |
| 2003 | Das Level Gute Musik                                                      | Erstveröffentlichung: 2003                                                                                     |
| 2005 | Komm schlaf bei mir Rio Reiser: Familienalbum, Band 2 (Sampler)           | Erstveröffentlichung: 2005 feat. Stefan Kerth; Original: Ton Steine Scherben                                   |
| 2021 | Album (Teaser Mix) –                                                      | Erstveröffentlichung: 24. September 2021                                                                       |
| 2021 | Aus dem Weg Album                                                         | Erstveröffentlichung: 28. September 2021 feat. Sharaktah                                                       |
| 2021 | Der letzte Song Album                                                     | Erstveröffentlichung: 28. September 2021 feat. Mathea                                                          |
| 2021 | Heimatstadt Album                                                         | Erstveröffentlichung: 28. September 2021 feat. Bozza                                                           |
| 2021 | Hotel California Album                                                    | Erstveröffentlichung: 28. September 2021 feat. Bausa; #13 der deutschen Single-Trend-Charts am 8. Oktober 2021 |
| 2022 | Tanz aus der Reihe Sing meinen Song – Das Tauschkonzert, Vol. 9 (Sampler) | Erstveröffentlichung: 4. Mai 2022 Original: SDP                                                                |
| 2022 | Anlauf nehmen Sing meinen Song – Das Tauschkonzert, Vol. 9 (Sampler)      | Erstveröffentlichung: 11. Mai 2022 Original: Elif                                                              |
| 2023 | Leichtes Gepäck Sing meinen Song – Das Tauschkonzert, Vol. 10 (Sampler)   | Erstveröffentlichung: 26. April 2023 Original: Silbermond                                                      |
| 2023 | Heimweh nach wir Sing meinen Song – Das Tauschkonzert, Vol. 10 (Sampler)  | Erstveröffentlichung: 3. Mai 2023 Original: Lea                                                                |
| 2023 | Auf & ab Sing meinen Song – Das Tauschkonzert, Vol. 10 (Sampler)          | Erstveröffentlichung: 10. Mai 2023 Original: Montez                                                            |

## Sonderveröffentlichungen

### Alben
| Jahr | Titel Musiklabel                | Anmerkungen                              |
| ---- | ------------------------------- | ---------------------------------------- |
| 2000 | MC Clueso 10 vor 10 (10 vor 10) | Erstveröffentlichung: 2000 als MC Clueso |

| Jahr | Titel Musiklabel                                                  | Anmerkungen                                            |
| ---- | ----------------------------------------------------------------- | ------------------------------------------------------ |
| 2022 | Clueso bei Sing meinen Song, Vol. 9 Music for Millions (Tonpool)  | Erstveröffentlichung: 13. Mai 2022 Mini-TV-Kompilation |
| 2023 | Clueso bei Sing meinen Song, Vol. 10 Music for Millions (Tonpool) | Erstveröffentlichung: 19. Mai 2023 Mini-TV-Kompilation |

### Lieder
| Jahr | Titel Album                                           | Anmerkungen                                                                                |
| ---- | ----------------------------------------------------- | ------------------------------------------------------------------------------------------ |
| 2001 | Wattewillst Brennstoff                                | Erstveröffentlichung: 11. Juni 2001 Das Department feat. Clueso                            |
| 2003 | Ich komm klar Gern geschehen                          | Erstveröffentlichung: 15. September 2003 Blumentopf feat. Clueso                           |
| 2003 | Manajah Gern geschehen                                | Erstveröffentlichung: 15. September 2003 Blumentopf feat. Clueso                           |
| 2004 | Ausnahme                                              | Erstveröffentlichung: 16. April 2004 ZM Jay feat. Clueso                                   |
| 2004 | Steil zu zweit Ausnahme                               | Erstveröffentlichung: 16. April 2004 ZM Jay feat. Clueso                                   |
| 2004 | Grad noch rüber Seitenwechsel                         | Erstveröffentlichung: 2. August 2004 Kaitakecare feat. Clueso                              |
| 2005 | Geisterstadt Achtung!                                 | Erstveröffentlichung: 4. April 2005 Rasputin feat. Clueso & Laas Unltd.                    |
| 2005 | Schmetterling Achtung!                                | Erstveröffentlichung: 4. April 2005 Rasputin feat. Clueso, Dirt M & Norman Bates           |
| 2006 | Schutzengel Rien ne vas plus                          | Erstveröffentlichung: 1. September 2006 Pat Cash feat. Clueso                              |
| 2006 | Lass die Show Musikmaschine                           | Erstveröffentlichung: 8. September 2006 Blumentopf feat. Clueso                            |
| 2006 | Erinnerung So gesehen unmöglich                       | Erstveröffentlichung: 1. Oktober 2010 Ryo feat. Clueso                                     |
| 2006 | Wenn du tanzt Taken from the Street                   | Erstveröffentlichung: 17. November 2006 DJ Nas’D feat. Clueso                              |
| 2008 | Ich kann nicht mehr Freiheit                          | Erstveröffentlichung: 26. September 2008 Curse feat. Clueso                                |
| 2009 | So Easy Immoment                                      | Erstveröffentlichung: 19. Mai 2009 Flowin Immo Et Les Freaqz feat. Clueso                  |
| 2011 | Einfach mal sehn Suchen & Finden                      | Erstveröffentlichung: 10. Juli 2009 Dennis Lisk feat. Clueso, Jan Delay, Max Herre & Sadyo |
| 2011 | Was dir fehlt Was macht Sinn                          | Erstveröffentlichung: 24. Juni 2011 Norman Sinn feat. Clueso                               |
| 2012 | Fühlt sich wie fliegen an Hallo Welt!                 | Erstveröffentlichung: 24. August 2012 Max Herre feat. Cro & Clueso                         |
| 2013 | Cello (Live) Ich mach mein Ding – Die Show            | Erstveröffentlichung: 29. März 2013 Udo Lindenberg feat. Clueso                            |
| 2016 | All die Augenblicke Die beliebtesten Lieder 1976–2016 | Erstveröffentlichung: 6. Mai 2016 BAP & Clueso                                             |
| 2018 | Zusammen Captain Fantastic                            | Erstveröffentlichung: 27. April 2018 Die Fantastischen Vier feat. Clueso                   |
| 2018 | Du passt hier nicht hin Playlist 01                   | Erstveröffentlichung: 28. September 2018 Dissy feat. Clueso & Maeckes                      |
| 2018 | Wagen voll Müll Playlist 01                           | Erstveröffentlichung: 28. September 2018 Dissy feat. Clueso                                |
| 2020 | Von ganz allein 1.000 Geschenke                       | Erstveröffentlichung: 29. Mai 2020 Fayzen feat. Clueso                                     |
| 2020 | Andere Welt CB7                                       | Erstveröffentlichung: 18. September 2020 Capital Bra feat. Clueso & KC Rebell              |
| 2021 | Dead or Alive Skits                                   | Erstveröffentlichung: 16. Juli 2021 Majan feat. Clueso                                     |
| 2022 | So weit weg Glücklich unzufrieden                     | Erstveröffentlichung: 24. Februar 2022 Bozza feat. Clueso                                  |
| 2022 | Die schönsten Tage Ein gutes schlechtes Vorbild       | Erstveröffentlichung: 2. Juni 2022 SDP feat. Clueso                                        |
| 2023 | Auch im Bentley wird geweint Neues vom Dauerzustand   | Erstveröffentlichung: 17. Februar 2023 Deichkind feat. Clueso                              |
| 2023 | Sonett in Dur In der Fernsten der Fernen              | Erstveröffentlichung: 30. Juni 2023 Dota Kehr feat. Clueso                                 |
| 2023 | Farben leuchten schwarz Supervision                   | Erstveröffentlichung: 20. Oktober 2023 Mark Forster feat. Clueso                           |
| 2023 | Weiche Kissen Die Hoffnung klaut mir niemand          | Erstveröffentlichung: 9. November 2023 Kontra K feat. Clueso                               |

| Jahr | Titel Album                                                                        | Anmerkungen                                                                              |
| ---- | ---------------------------------------------------------------------------------- | ---------------------------------------------------------------------------------------- |
| 2002 | Resist Never Sell Your Soul: A Tribute to Hermann Hesse                            | Erstveröffentlichung: 1. Juli 2002 Original: Hermann Hesse                               |
| 2005 | Komm schlaf bei mir Rio Reiser: Familienalbum, Band 2                              | Erstveröffentlichung: 14. Oktober 2005 feat. Stefan Kerth; Original: Ton Steine Scherben |
| 2009 | Hoffnung A Tribute to Die Fantastischen Vier                                       | Erstveröffentlichung: 7. August 2009 Original: Die Fantastischen Vier                    |
| 2015 | Ich bin zu müde um schlafen zu geh’n Für Hilde                                     | Erstveröffentlichung: 18. Dezember 2015 Original: Hildegard Knef                         |
| 2017 | Ein neuer Tag Unter meinem Bett 3                                                  | Erstveröffentlichung: 20. Oktober 2017                                                   |
| 2022 | Anlauf nehmen Sing meinen Song – Das Tauschkonzert, Vol. 9                         | Erstveröffentlichung: 13. Mai 2022 Original: Elif                                        |
| 2022 | Im Februar Sing meinen Song – Das Tauschkonzert, Vol. 9                            | Erstveröffentlichung: 13. Mai 2022 Original: Johannes Oerding                            |
| 2022 | Im Februar Sing meinen Song – Das Tauschkonzert, Vol. 9                            | Erstveröffentlichung: 13. Mai 2022 mit Johannes Oerding; Original: Johannes Oerding      |
| 2022 | Love to Go Sing meinen Song – Das Tauschkonzert, Vol. 9                            | Erstveröffentlichung: 13. Mai 2022 Original: Kelvin Jones, Lost Frequencies & Zonderling |
| 2022 | Sleeping Sun Sing meinen Song – Das Tauschkonzert, Vol. 9                          | Erstveröffentlichung: 13. Mai 2022 Original: Nightwish                                   |
| 2022 | Tanz aus der Reihe Sing meinen Song – Das Tauschkonzert, Vol. 9                    | Erstveröffentlichung: 13. Mai 2022 Original: SDP                                         |
| 2022 | Tanz aus der Reihe Sing meinen Song – Das Tauschkonzert, Vol. 9                    | Erstveröffentlichung: 13. Mai 2022 mit SDP; Original: SDP                                |
| 2022 | Tanzen Sing meinen Song – Das Tauschkonzert, Vol. 9                                | Erstveröffentlichung: 13. Mai 2022 mit Kelvin Jones                                      |
| 2022 | Zu jung Sing meinen Song – Das Tauschkonzert, Vol. 9                               | Erstveröffentlichung: 13. Mai 2022 Original: Lotte                                       |
| 2023 | Auf & ab Sing meinen Song – Das Tauschkonzert, Vol. 10                             | Erstveröffentlichung: 19. Mai 2023 Original: Montez                                      |
| 2023 | Heimweh nach wir Sing meinen Song – Das Tauschkonzert, Vol. 10                     | Erstveröffentlichung: 19. Mai 2023 Original: Lea                                         |
| 2023 | Ich hab dich nicht mehr zu verlier’n Sing meinen Song – Das Tauschkonzert, Vol. 10 | Erstveröffentlichung: 19. Mai 2023 Original: Johannes Oerding                            |
| 2023 | Leichtes Gepäck Sing meinen Song – Das Tauschkonzert, Vol. 10                      | Erstveröffentlichung: 19. Mai 2023 Original: Silbermond                                  |
| 2023 | Mit dir Sing meinen Song – Das Tauschkonzert, Vol. 10                              | Erstveröffentlichung: 19. Mai 2023 Original: Alli Neumann                                |
| 2023 | Paris Sing meinen Song – Das Tauschkonzert, Vol. 10                                | Erstveröffentlichung: 19. Mai 2023 mit Alli Neumann                                      |
| 2023 | Play with Fire Sing meinen Song – Das Tauschkonzert, Vol. 10                       | Erstveröffentlichung: 19. Mai 2023 Original: Nico Santos                                 |
| 2023 | Play with Fire Sing meinen Song – Das Tauschkonzert, Vol. 10                       | Erstveröffentlichung: 19. Mai 2023 mit Nico Santos                                       |

| Jahr | Titel Soundtrack | Anmerkungen                            |
| ---- | ---------------- | -------------------------------------- |
| 2007 | Lala Leroy       | Erstveröffentlichung: 9. November 2007 |

### Videoalben
| Jahr | Titel Musiklabel                                              | Anmerkungen |
| ---- | ------------------------------------------------------------- | --- |
| 2008 | So sehr dabei (Deluxe Edition) Four Music (Sony BMG)          | Erstveröffentlichung: 3. Mai 2008 erweiterte Fassung mit Bonus-DVD; Verkäufe werden dem Studioalbum hinzuaddiert        |
| 2009 | So sehr dabei – Live (Deluxe Edition) Four Music (Sony)       | Erstveröffentlichung: 24. April 2009 erweiterte Fassung mit Bonus-DVD; Verkäufe werden dem Livealbum hinzuaddiert       |
| 2011 | An und für sich (Deluxe Edition) Columbia Records (Sony)      | Erstveröffentlichung: 25. November 2011 erweiterte Fassung mit Bonus-DVD; Verkäufe werden dem Studioalbum hinzuaddiert  |
| 2014 | Stadtrandlichter (Limited Premium) Text und Ton Records (UMG) | Erstveröffentlichung: 19. September 2014 erweiterte Fassung mit Bonus-DVD; Verkäufe werden dem Studioalbum hinzuaddiert |

## Statistik

### Chartauswertung
|                     | DE    | AT    | CH    |
| ------------------- | ----- | ----- | ----- |
| Nummer-eins-Alben   | DE3DE | AT—AT | CH—CH |
| Top-10-Alben        | DE6DE | AT—AT | CH1CH |
| Alben in den Charts | DE9DE | AT6AT | CH7CH |

|                       | DE     | AT    | CH    |
| --------------------- | ------ | ----- | ----- |
| Nummer-eins-Singles   | DE1DE  | AT—AT | CH—CH |
| Top-10-Singles        | DE4DE  | AT2AT | CH1CH |
| Singles in den Charts | DE24DE | AT9AT | CH5CH |

|                       | DE     | AT    | CH    |
| --------------------- | ------ | ----- | ----- |
| Nummer-eins-Singles   | DE—DE  | AT—AT | CH—CH |
| Top-10-Singles        | DE1DE  | AT1AT | CH1CH |
| Singles in den Charts | DE19DE | AT5AT | CH2CH |

|                       | DE     | AT    | CH    |
| --------------------- | ------ | ----- | ----- |
| Nummer-eins-Singles   | DE—DE  | AT—AT | CH—CH |
| Top-10-Singles        | DE—DE  | AT—AT | CH—CH |
| Singles in den Charts | DE10DE | AT2AT | CH1CH |

### Auszeichnungen für Musikverkäufe
Anmerkung: Auszeichnungen in Ländern aus den Charttabellen bzw. Chartboxen sind in ebendiesen zu finden.
| Land/RegionAuszeichnungen für Musikverkäufe (Land/Region, Auszeichnungen, Verkäufe, Quellen) | Gold       | Platin     | Verkäufe  | Quellen           |
| -------------------------------------------------------------------------------------------- | ---------- | ---------- | --------- | ----------------- |
| Deutschland (BVMI)                                                                           | 13× Gold13 | 4× Platin4 | 3.050.000 | musikindustrie.de |
| Österreich (IFPI)                                                                            | 4× Gold4   | —          | 60.000    | ifpi.at           |
| Schweiz (IFPI)                                                                               | Gold1      | —          | 10.000    | hitparade.ch      |
| Insgesamt                                                                                    | 18× Gold18 | 4× Platin4 |           |                   |